# ماضي النجف وحاضرها
ماضي النجف وحاضرها هو كتاب تاريخي وقسم منه يختص بالتراجم والأنساب من تأليف جعفر آل محبوبة، يحكي عن حاضرة النجف الدينية وتاريخها وطبيعتها وأصول العائلات والأُسّر فيها، مكون من ثلاث أجزاء طبع لأول مرة الجزء الأول منه فقط عام 1934 وأكمل الباقي في الطبعة الثانية في خمسينيات القرن الماضي.

## المؤلف
جعفر بن باقر آل محبوبة هو رجل دين ومؤرخ وباحث ولد في النجف عام 1896 ودرس في حوزة النجف العلمية عند كبار العلماء مثل المرجع أبو القاسم الخوئي ومهدي المازنداني ومحمد رضا آل ياسين وغيرهم، أشتهر بتأليفه لكتاب ماضي النجف وحاضرها الذي يعد من أهم مؤلفاته ومن أشهر الكتب التي تتناول مواضيع مهمة حول تاريخ مدينة النجف والحوادث التي دارت بها.

## نبذة عن الكتاب
ألف الكتاب عام 1934، يحتوي على 3 أجزاء في الجزء الأول يعرض عن تاريخ النجف وأهم أحداثها وطبيعتها الجغرافية وحوزتها العلمية ومدارسها وعمرانها وألقابها المشرفة وزيارات كبار الملوك والعلماء إليها وماقيل فيها من شعر ووصف ويشرح عن مشهد قبر الإمام علي وكيف ظهر لأول مرة. ومن هذا الجزء جاء أسم الكتاب.
وفي الجزء الثاني يتحدث عن الأسر النجفية الأدبية والعلمية والدينية الغير علوية، وضم 86 أسرة ترجم ل756 من أعلامها. والجزء الثالث يتحدث عن أشهر الأسر العلوية المعروفة في النجف، وضم 201 أسرة ترجم للمئات من أعلامها، ويذكر الأسر والعشائر وفق منهج وضعه يحدد فيه أهمية وشهرة كل أسرة يذكرها.
طبع الجزء الأول فيه عام 1934 بصيدا وأكمل الباقي الأجزاء بين عامي 1955 و1958 أي بعد وفاته المنية عام 1957، وأشرف على باقي الطبعات وحُقق فيها أبنه محمد سعيد محبوبة ورفيقه محمد حسين كاشف الغطاء، وطبع الكتاب في طبعة ثالثة عام 1986 في مطبعة دار الأضواء وهي النسخة الأشهر، وغالبا ما يشير إليها كطبعة ثانية وطبعة 1958 هي الأولى كونها أول طبعة تستعرض الكتاب كاملًا.
وهناك قسم آخر للكتاب مخطوط بيد الشيخ جعفر بخط قديم لم يطبع حتى الآن بوصيةً منه.

## ما قيل فيه
- اقتبس منه الدكتور علي الوردي في كتاب لمحات اجتماعية من تاريخ العراق الحديث فيما يخص تاريخ النجف ومجتمعها، في الجزء الأول والثالث والرابع فيما يخص النجف.
- قال جعفر الخليلي: نقل الشيخ جعفر محبوبة عن نهج الصواب للشيخ عليّ كاشف الغطاء، وذكره أحيانا- بحسب قوله: اعتمدنا في ذكر المكتبات على كتاب نهج الصواب في المكاتب والكتابة والكتاب في جل ما نقل في ماضي النجف وحاضرها عن مكتبات النجف، ولعله حفظ غير مخطوطة من الاندثار بسبب استعمالها أو ذكر حيثياتها الموضوعية والمكانية.
- ذكر علي الخاقاني في ترجمة الشيخ محمد رضا ابن الشيخ محمود بن محمد بن ياسين بن ذهب (آل ذهب من أشهر العائلات في النجف) قائلًا: والغريب من صاحب كتاب ماضي النجف، كيف أهمل ذكر هذه الأسرة في الجزء الثاني كما أهمل غيرها، في حين نبغ منها عدة أعلام من فقهاء وأدباء وكتاب.
- قال الشيخ آقا بزرك الطهراني فيه: «عالم متتبّع».
- ذكر الشيخ محمد رضا المظفر من ميزات جهد الشيخ محبوبة: الصبر على التتبع لالتقاط النوادر من تأريخ هذا المرقد المقدس، فلم شعث ما تفرق في الكتب والصحائف المطوية والصحف المنشورة.

## أنظر ايضًا
- النجف.

## وصلات خارجية
قراءة كتاب ماضي النجف وحاضرها